# 팔레오세
| 기                                           | 세       | 절             | 백만년전   |
| -------------------------------------------- | -------- | -------------- | ---------- |
| 신진기                                       | 마이오세 | 아키텐절       | 이후       |
| 고진기                                       | 올리고세 | 카티절         | 23.03–28.4 |
| 고진기                                       | 올리고세 | 루펠절         | 28.4–33.9  |
| 고진기                                       | 에오세   | 프리아보나절   | 33.9–37.2  |
| 고진기                                       | 에오세   | 바턴절         | 37.2–40.4  |
| 고진기                                       | 에오세   | 루테티아절     | 40.4–48.6  |
| 고진기                                       | 에오세   | 이퍼르절       | 48.6–55.8  |
| 고진기                                       | 팔레오세 | 타넷절         | 55.8–58.7  |
| 고진기                                       | 팔레오세 | 셸란절         | 58.7–61.7  |
| 고진기                                       | 팔레오세 | 다니아절       | 61.7–66    |
| 백악기                                       | 후기     | 마스트리흐트절 | 이전       |
| IUGS에 따른 고진기의 시대 구분. 2013년 기준. |          |                |            |

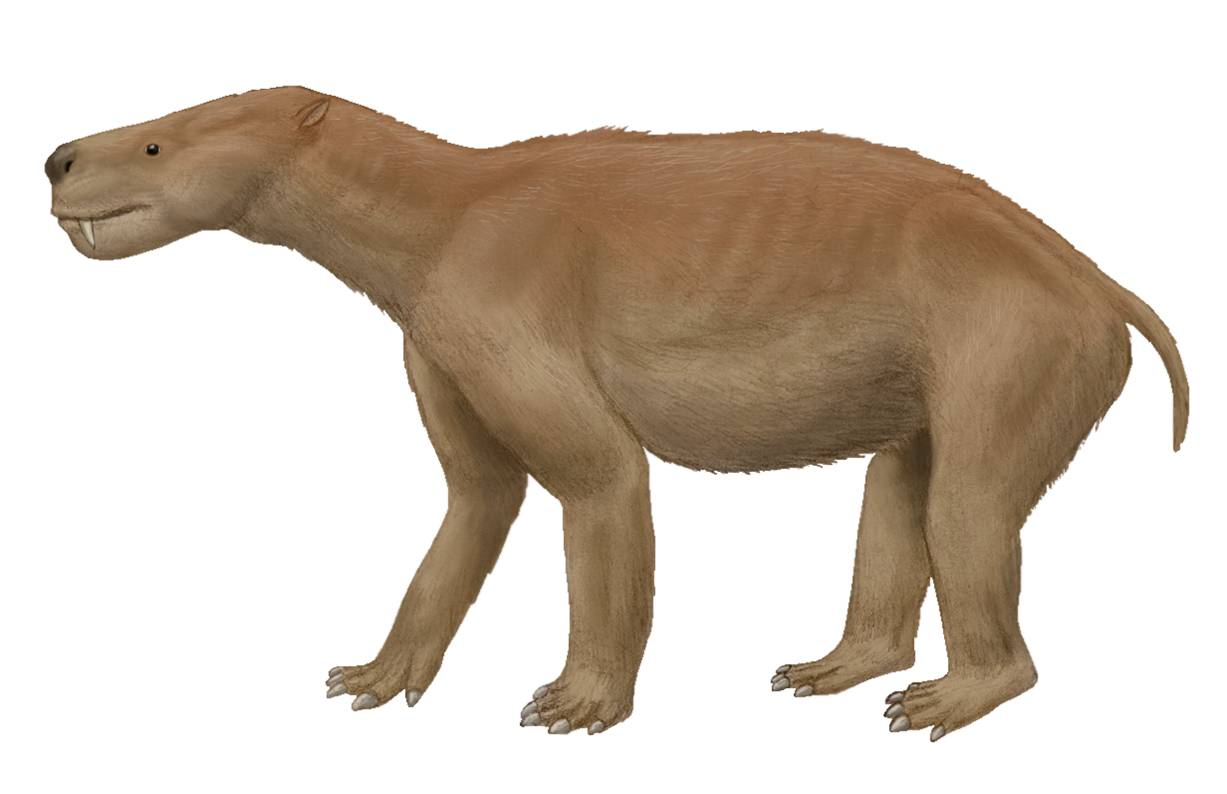

팔레오세(Paleocene epoch)는 66 ± 0.3 Ma(백만년전)에서 55.8 ± 0.2 Ma 사이의 시기이다. 신생대의 첫 시대이다. 효신세(暁新世) 또는 고신세(古新世)라고도 한다.
백악기 말 공룡의 대멸종 이후, 포유류의 분화가 시작되었다.

## 세부 분류
- 다니아기 (6600만 년 전 ~ 6170만 년 전)
- 셀란디아기 (6170만 년 전 ~ 5870만 년 전)
- 사네티아기 (5870만 년 전 ~ 5580만 년 전)

## 기후
백악기말에 계속 이어져, 약간 불안정했지만 지구 전체 기온은 높아졌고, 습도도 높았다. 북극, 남극 모두 온난하고 빙하의 쌓였다는 흔적은 없다.
극지방의 표면 온도는 13도 정도로 현재의 영하 20-30도보다 매우 높았다.
극지방의 표층수 온도는 18도, 심층수 온도는 16도로 각각 현재의 4도와 -1.5도보다 매우 높았다.

## 해륙의 분류
백악기에는 이미 초대형 육지인 판게아 대륙의 분열이 시작되었다. 팔레오세에는 아프리카와 남아메리카는 완전하게 멀어져 아프리카와 남극 대륙도 크게 떨어져 있었다.
유럽과 북아메리카는 아직 육지로 연결된 상태였다. 인도는 거대한 섬이 되어 인도양 북쪽을 향해 이동하고 있었고, 모든 대륙으로부터 고립되어 있었으므로, 다음 시대인 신생대 제3기의 2번째 시대에 아시아에 접근할 때까지는 포유류(유태반류)는 생식하지 않았다.
남극과 오스트레일리아는 한 살에 결정되고 있었지만, 이러한 대륙덩어리가 남아메리카와 분리된 시기는 백악기 말이나, 플레오세에 들어가고 나서라고 추측하고 있다. 남북아메리카가 분리되었던 시기도 백악기말 무렵이라고 추측하고 있지만, 좁은 해협에서 멀어졌지만, 동물의 교류는 그 이후도 계속되었을 가능성이 있다.

## 생물
멸종한 공룡의 생태적 지위를 알 수 있듯이, 육상에서는 포유류가, 해양에서는 어류가 방산되어 진화를 거듭했지만, 포유류는 아직 원시적인 형태로 작은 소형의 것이 많았다. 북아메리카와 유럽은 북부에서 연결되어 있었으므로 동물 식생에는 공통되는 것이 많아 발굴이나 연구도 진행되고 있다.

## 같이 보기
- 지질 시대